# Wesley Chapel (Carolina del Norte)
Wesley Chapel es una villa ubicada en el condado de Union en el estado estadounidense de Carolina del Norte. La localidad en el año 2000, tenía una población de 2.549 habitantes en una superficie de 21,8 km², con una densidad poblacional de 116,9 personas por km².

## Geografía
Wesley Chapel se encuentra ubicada en las coordenadas 35°0′36″N 80°40′45″O / 35.01000, -80.67917. Según la Oficina del Censo, la localidad tiene un área total de 21,8 km² (8,4 mi²), de la cual 21,8 km² (8,4 mi²) es tierra y 0 km² (0 mi²) (0.0%) es agua.

### Localidades adyacentes
El siguiente diagrama muestra a las localidades en un radio de 12 kilómetros (7,5 mi) de Wesley Chapel.

## Demografía
En el 2000 la renta per cápita promedia del hogar era de $74.188, y el ingreso promedio para una familia era de $73.000. El ingreso per cápita para la localidad era de $30.143. En 2000 los hombres tenían un ingreso per cápita de $41.624 contra $30.739 para las mujeres. Alrededor del 3.40% de la población estaba bajo el umbral de pobreza nacional.